# エリック・ペイジ
エリック・ペイジ（Eric Page 1991年9月23日- ）はオハイオ州トレド出身のアメリカンフットボール選手。ポジションはワイドレシーバー。

## 経歴
トレド大学では、2年次にキックオフリターナーとして、オールアメリカンファーストチームに選ばれた。3年次の2011年に112回のレシーブで1,123ヤードを獲得、キックオフリターンで23.4ヤード、パントリターンで10.9ヤードを獲得、ワイドレシーバー、キックオフリターナー、パントリターナーの3ポジションでミッド・アメリカン・カンファレンスのオールチームに選ばれた。またこの年ランス・ムーアが持っていた大学レシーブ記録を更新した。大学3年間で306回のレシーブで3,443ヤード、25TDをあげた。
2011年シーズン終了後、2012年のNFLドラフトにアーリーエントリーしたが、ドラフトではどのチームからも指名されず、ドラフトが終了してから3日後に、ドラフト外フリーエージェントでデンバー・ブロンコスと契約した。トレーニングキャンプの練習でACLを断裂した彼は、7月25日に解雇された。
2013年4月11日、タンパベイ・バッカニアーズと契約を結んだ。